# Richard Möll
Richard Möll (* 25. Mai 1927 in Seckenheim; † 4. Januar 2013 in Mannheim) war ein deutscher Sportlehrer und Sportfunktionär. Er war unter anderem Hauptgeschäftsführer des Landessportverbands Baden-Württemberg.

## Werdegang
Noch während des Krieges gelang es Möll, als Flakhelfer in Ludwigshafen-Friesenheim an einem beim TB Oppau organisierten Reck zu trainieren. Unmittelbar nach dem Krieg begann er als 19-Jähriger als BTB-Lehrwart in den Bereichen Kinderturnen und Kunstturnen. Nach dem Abitur in Mannheim studierte er Sport, Geographie und Biologie an der Universität Karlsruhe, ehe er Studienrat in Weinheim wurde.
Aus dem Ehrenamt für den Badischen Turnerbund wechselte er 1964 als hauptamtlicher Studienleiter an die Sportschule Schöneck (Karlsruhe), wo er bis 1969 blieb, und von 1970 bis 1974 war er Sportdirektor beim Bundesausschuss Leistungssport als Direktor für die Technische Kommission in Frankfurt am Main. Da er die Interessen der Länder in einem auf Zentralismus ausgerichteten Gremium vertrat, ging er schon nach vier Jahren wieder nach Baden-Württemberg zurück. Im Jahr 1975 wechselte Richard Möll zum Landessportverband nach Stuttgart und war dort zunächst Sportdirektor für den Leistungssport und von 1979 bis zu seiner Pensionierung 1989 auch Hauptgeschäftsführer des Landessportverbands Baden-Württemberg. Von 1969 bis 1991 war er stellvertretender Vorsitzender und Landesturnrat für den Leistungssport und von 1991 bis 1996 Präsident des Badischen Turner-Bundes, ehe er zum Ehrenpräsidenten ernannt wurde. Er war über dreißig Jahre lang der Vertreter Baden-Württembergs im Verbandsrat und im Hauptausschuss des Deutschen Turner-Bundes. 1986 wurde er zum Bundessportwart im DTB-Präsidium gewählt. Von diesem Amt trat er jedoch sehr schnell wieder zurück, da sich sein Hauptamt und sein Ehrenamt nicht vereinbaren ließen.
Möll war erfolgreicher aktiver Sportler und Landesmeister (Gerätturner, Leichtathlet, Volleyballer, Basketballer, Tischtennisspieler). Noch im Ruhestand war er Übungsleiter für Seniorenturnen und passionierter Wanderer. Er gründete den Olympiastützpunkt Rhein-Neckar und half den Leistungszentren Eissport, Kegeln, Kanu, Leichtathletik und Kunstturnen. Auf seine Initiative ist das erfolgreiche Baden-Württemberger Modell zurückzuführen, nach dem Landestrainer mit halber Lehrverpflichtung an der Schule angestellt werden und so weniger von den Erfolgen als Trainer abhängen.
Der Studiendirektor lebte in Ostfildern und diente 61 Jahre lang dem Badischen Turnerbund; insgesamt hatte er in dieser Zeit seit 1946 105 verschiedene ehrenamtliche Positionen im Sport inne.

## Ehrungen
- Bundesverdienstkreuz am Bande (27. März 1997)[3]
- Alfred-Blümmel-Ehrenorden
- Richard-Möll-Halle (Dreifach-Sporthalle) in Mannheim-Seckenheim